# Patricio Contesse
Patricio Contesse González (Santiago, 29 de febrero de 1952) es un ingeniero forestal y empresario chileno, expresidente ejecutivo de Codelco-Chile y exgerente general de la Sociedad Química y Minera de Chile (SQM).

## Familia y estudios
Hijo de Daniel Contesse Bachelet y Olga González Contesse, cursó sus estudios primarios en The Grange School y los secundarios en el Liceo Experimental Manuel de Salas de Santiago y luego ingresó a la Universidad de Chile, entidad donde se tituló como ingeniero forestal en 1974.

## Carrera profesional
Se inició laboralmente en Industrias Forestales S.A. (Inforsa) en 1975. Luego trabajó como contratista forestal, para pasar, en 1978, a Forestal Celco como gerente general.
Entre 1978 y 1979 fue asesor del director ejecutivo de la Corporación Nacional Forestal (Conaf). Ese mismo año fue nombrado subgerente general de Empresa Nacional del Carbón (Enacar), haciéndose cargo de la filial Schwager.
En 1981 asumió como vicepresidente ejecutivo y gerente general de la entonces estatal SQM. Luego fue gerente general interino de CAP, vicepresidente de operaciones de Codelco-Chile y, previo paso por los Estados Unidos y después presidente ejecutivo de Codelco-Chile, la principal empresa del Estado.
Tras el fin de la dictadura militar liderada por el general Augusto Pinochet, regresó a SQM, asumiendo una vez más la gerencia general, ahora por encargo de Julio Ponce Lerou, su accionista controlador.
Dejó el puesto en marzo de 2015 en medio del caso SQM, mayor escándalo de corrupción política desde el retorno a la democracia, acusado de soborno y financiamiento ilegal de campañas políticas.